# Édouard Michaux-Bellaire
 (février 2022).
Si vous disposez d'ouvrages ou d'articles de référence ou si vous connaissez des sites web de qualité traitant du thème abordé ici, merci de compléter l'article en donnant les références utiles à sa vérifiabilité et en les liant à la section « Notes et références ».
Édouard Léon Michaux-Bellaire, né le 3 novembre 1857 à Rouen et mort le 13 mai 1930 à Rabat, est un orientaliste français. Il fut aussi exploitant agricole au Maroc et diplomate au service de la France.
Il est le fils de Louis Léon Michaux-Bellaire, docteur en droit, et d’Éléonore Aimée Berard.

## Biographie
Son premier séjour au Maroc, à Tanger, a lieu lors d’un voyage d’études (1884), d’autres se succèdent dans le pays durant une décennie, où il accumule notes et documents tout en posant les premiers jalons de la pénétration française. En 1893, il est correspondant officiel de la légation de France à Ksar el Kébir. Affecté au poste d’agent consulaire dans la même ville (dès 1897), il est envoyé à Fès l’année suivante pour y régler certains litiges.
Il occupe le poste de gérant du consulat de France à Fès (1897-1906). Entretemps, il participe à la mission scientifique française du Maroc à Tanger pour en devenir son chef (1906). Il collabore à cette période avec les archives marocaines et dirige la publication de Villes et tribus du Maroc à partir de 1914.
Le maréchal Hubert Lyautey lui confie la direction de la Section sociologique des Affaires indigènes (1920) où, à partir de 1928, il a pour principal collaborateurs le « capitaine chleuh », Léopold Justinard. C'est ce dernier qui lui succèdera au lendemain de son décès (1930) à la direction de la Section sociologique.
Il exerce aussi les fonctions de conseiller des Affaires indigènes à la résidence générale de France à Rabat (1926).
Au Maroc, il préside de nombreuses œuvres françaises de bienveillance et d’intérêt social. Outre ses absorbantes fonctions au protectorat, il mène de front différents travaux scientifiques et dirige plusieurs publications périodiques traitant de la géographie, de l’ethnographie et de la sociologie du Maroc.
Résidant à Salé, il aurait eu  pour épouse une Marocaine.

## Quelques ouvrages
- Quelques tribus de montagne de la région du Habt  (préf. Alfred Le Chatelier), Paris, E. Leroux, 1911.
- Santa Cruz de Mar Pequeña et le port d'Assaka, 1911.
- Le régime immobilier au Maroc, Paris, E. Leroux, 1913, 105 p..
- Le Gharb, Paris, E. Leroux, 1913.
- Note sur les Amhaouch et les Ahançal, 1917.